# گلین‌قایه
گلین‌قایه (به لاتین: Gəlinqaya) منطقه‌ای مسکونی در جمهوری آذربایجان است که در شهرستان داش‌کسن واقع شده است. گلین‌قایه ۴۶ نفر جمعیت دارد.